# Herbertingen

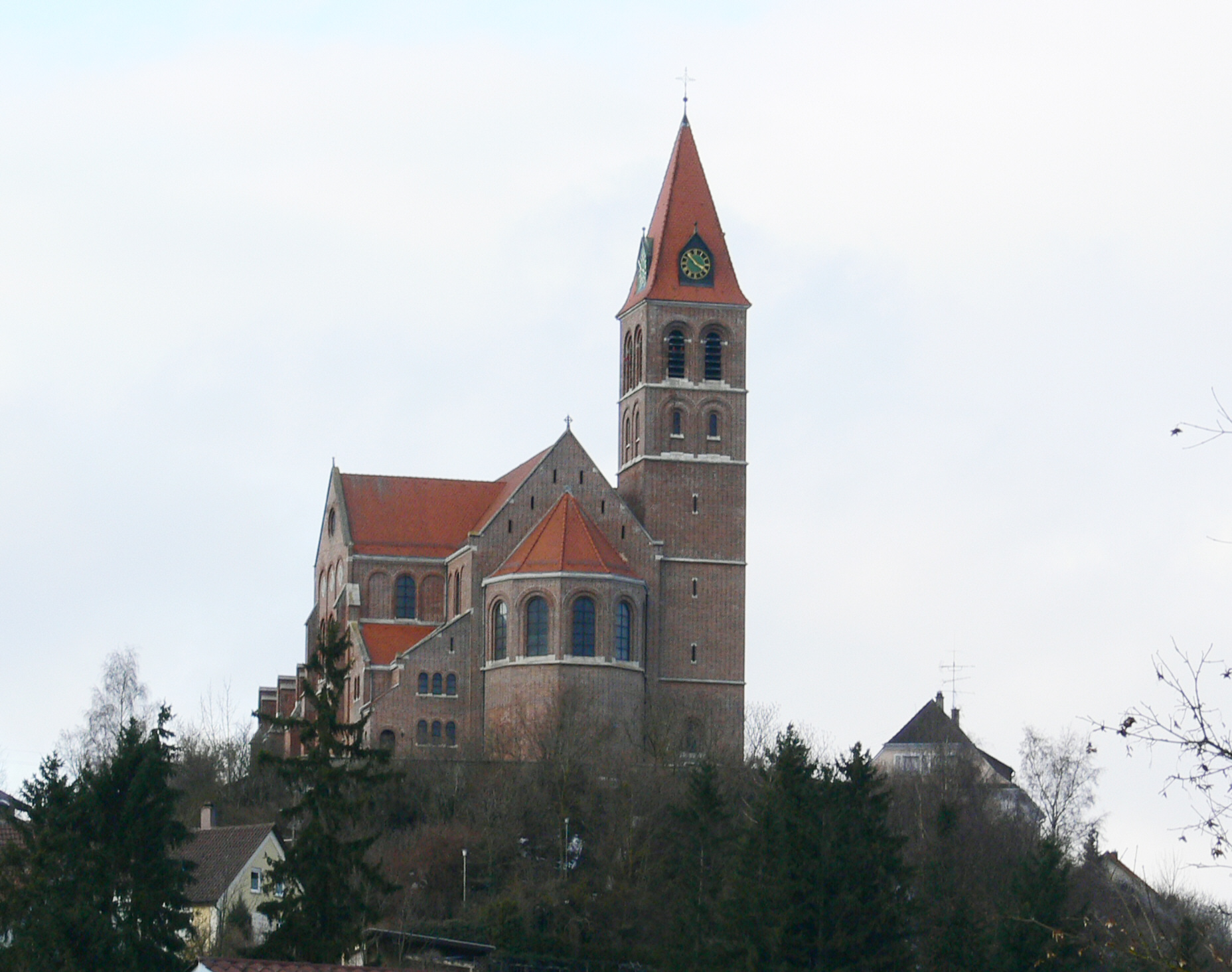
Kościół pw. św. Marcina (St. Martin) w dzielnicy Hundersingen

Herbertingen – miejscowość i gmina w Niemczech, w kraju związkowym Badenia-Wirtembergia, w rejencji Tybinga, w regionie Bodensee-Oberschwaben, w powiecie Sigmaringen, wchodzi w skład wspólnoty administracyjnej Bad Saulgau. Leży ok. 20 km na wschód od Sigmaringen.